# Antonio Castello
Antonio Castello (né le 23 avril 1945 à Rome) est un coureur cycliste italien. Il a notamment été champion du monde de poursuite par équipes amateurs en 1966, et vice-champion du monde en 1967 et 1969.

## Palmarès

### Championnats du monde
- Francfort 1966
  -  Champion du monde de poursuite par équipes (avec Luigi Roncaglia, Cipriano Chemello et Gino Pancino)
- Amsterdam 1967
  -  Médaillé d'argent de la poursuite par équipes
- Brno 1969
  -  Médaillé d'argent de la poursuite par équipes

### Championnats nationaux
- 1968
  - 2e du championnat d'Italie de demi-fond amateurs